# 庫克 (明尼蘇達州)
庫克（英語：Cook）是一個位於美國明尼蘇達州聖路易斯縣的城市。

## 人口
根據2020年美國人口普查的數據，庫克的面積為6.73平方千米，皆為陸地。當地共有人口534人，而人口密度為每平方千米79人。